# Gum 29
Gum 29 (również RCW 49) – duży i jasny obszar H II znajdujący się w konstelacji Kila. Jest jonizowany i rozświetlany przez zanurzoną w nim gromadę otwartą Westerlund 2. Wraz z nią stanowi obiekt NGC 3247 w New General Catalogue, który odkrył John Herschel 1 kwietnia 1834 roku.

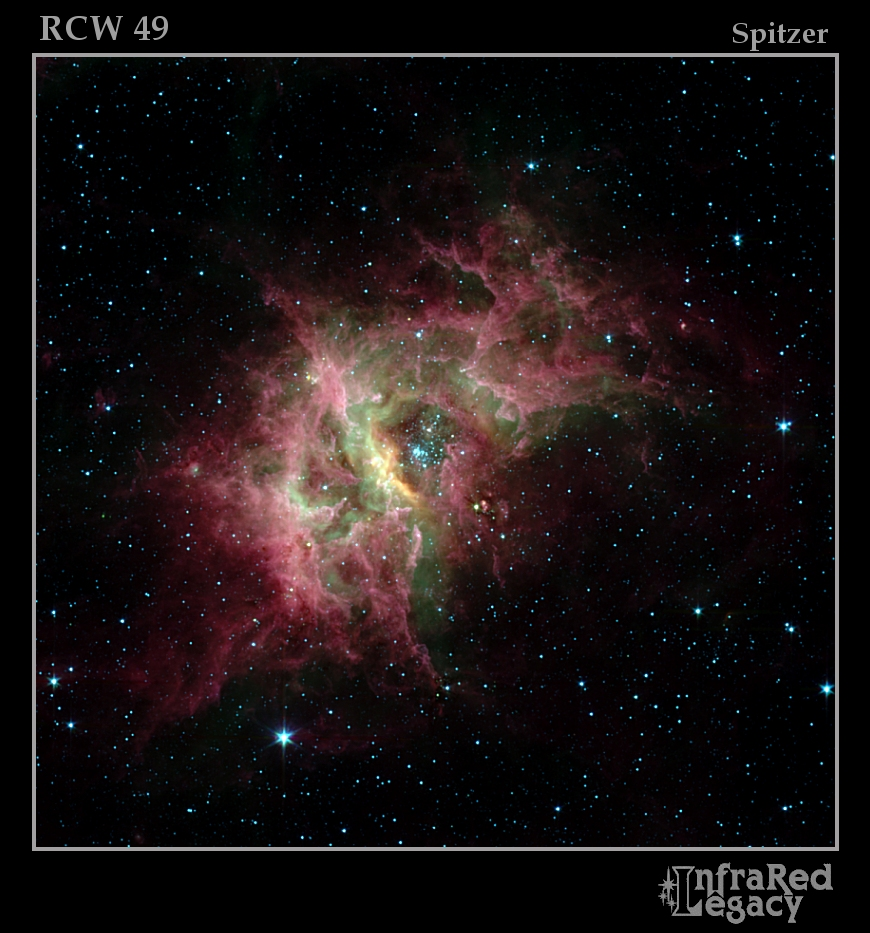
Zdjęcie w podczerwieni z Teleskopu Spitzera. W centrum mgławicy widoczna gromada Westerlund 2.

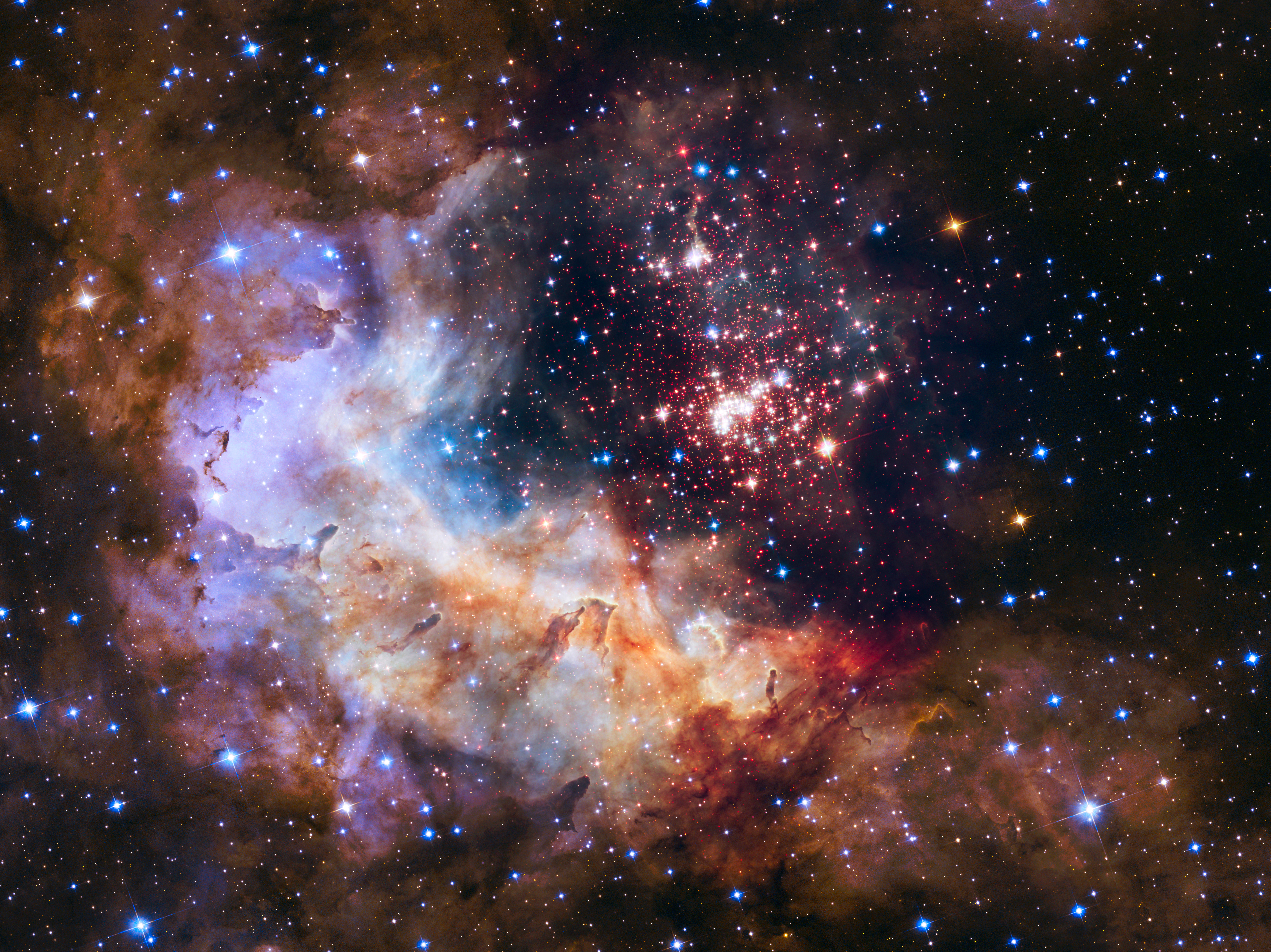
Zdjęcie centralnej części mgławicy Gum 29 oraz gromady Westerlund 2 z Teleskopu Hubble’a opublikowane z okazji 25. rocznicy wyniesienia teleskopu na orbitę

Odległość do Westerlund 2, a tym samym do Gum 29, nie jest dokładnie znana; przy użyciu różnych metod oszacowano, że znajduje się w odległości od ok. 2 do 8 kiloparseków (od 6,5 do 26 tys. lat świetlnych) od Słońca. Jedna z najnowszych prac dotyczących Westerlund 2 (opublikowana w 2013 roku) podaje wartość ok. 9,3 tys. lat świetlnych.
Gum 29 jest jednym z najbardziej wydajnych obszarów formowania gwiazd w Drodze Mlecznej. Według szacunków w mgławicy tej znajduje się ponad 2200 gwiazd niewidocznych na optycznych długościach fali świetlnej, ponieważ są one w gęstym pyle i gazie mgławicy. Dopiero zdjęcia wykonane teleskopem podczerwonym Kosmicznego Teleskopu Spitzera ujawniły obecność około 300 nowo powstałych gwiazd. Gwiazdy te znajdują się w bardzo wczesnym stadium swojej ewolucji, dzięki czemu dostarczają ważnych danych dotyczących powstawania i rozwoju gwiazd. Z obserwacji tych wynika, że nieoczekiwanie dla astronomów, większość gwiazd tego obszaru posiada dyski akrecyjne. Oznacza to więc, że dyski akrecyjne są dużo bardziej powszechne niż uważano do tej pory. Szczegółowe obserwacje dwóch dysków gwiazd mgławicy wykazały, że są one zbudowane w sposób wymagany w procesie formowania układu planetarnego. Spośród wszystkich znanych dysków akrecyjnych są to najdalsze i najsłabsze potencjalne dyski protoplanetarne zaobserwowane do tej pory. Odkrycie to wspiera teorię, według której dyski protoplanetarne są naturalnym elementem procesu ewolucji gwiazd, a układy planetarne nie są rzadkością w Drodze Mlecznej.